# Purna Swasthya Yoga
A Purna Swasthya Yoga, ou íogaterapia, foi desenvolvida e é usada no Yoga Therapy Center, e, Mumbai, Índia, pelo Dr. Pragma Patel e sua equipe, no tratamento de doenças como espondilose, dispepsia, asma, afecções das coronárias e outras. Faz também parte de programas para gestantes. 
Nos sete anos de existência do centro a equipe desenvolveu programas para: 
- Doenças das artérias coronárias: para pessoas que tiveram ataque cardíaco, sofream cirurgia cardíaca, ou tendem a isquémia.
- Dor nas costas: para pessoas com espondilose, ciática, hérnia de disco ou escoliose.
- Espondilose cervical: para dor na parte superior das costas e pescoço.
- Rigidez nos ombros: para pessoas com restrição de movimento dos ombros.
- Bronquite asmática
- Dispepsia: hiperacidez, gastrite, etc.
- Programa de perda de peso
- Osteoartrite: dores nos joelhos, quadris, tornozelos.

Os iogaterapeutas fazem uso de acessórios para permitir a doentes realizar as asanas (posturas), tais como almofadas e cintos de diversos tamanhos, blocos de madeira, e outros. 